# FMG (rapformatie)
FMG, is een Nederlandse rapformatie, bestaande uit Georgio Walden (Sevirio), Mengalvio Ost (Menga) en Revelinho Ost (Revie). De naam is een afkorting van Family Money Gang.

## Geschiedenis
Het begin van FMG ligt in 2006; in dat jaar begon Servirio met rappen en besloot hij zijn neefjes Menga en Revie erbij te betrekken. Nadat de heren de middelbare school verlieten, begonnen ze met het serieus opnemen van muziek. De eerste single werd uitgebracht in 2013, had de titel Byebye en was een samenwerking met Equalz. De muziek die ze maken, is nederhop met effecten uit de dancehall en bubbling. De groep heeft zich omschreven als een van de "vaders van de sound", dat later populair werd gemaakt door onder andere de eveneens Rotterdamse groep Broederliefde. In 2014 deed de formatie hun eerste 101Barz-sessie. In januari 2015 brachten ze hun debuut-ep Piece of cake uit en deden ze een Wintersessie bij 101Barz.
In 2016 tekende het drietal bij platenlabel Rotterdam Airlines. Ze deden in dat jaar opnieuw een Wintersessie bij 101Barz en waren ook aanwezig bij de Rotterdam Airlines Megasessie van dat jaar. In 2017 kwamen ze met de ep Timing. Hun laatste ep bij Rotterdam Airlines was Moodswings in 2018.
Vanaf dat jaar begonnen ze ook singles uit te brengen met Dave Roelvink. De single Tequila was het meest succesvol met de 74e plaats in de Single Top 100. Dit was gelijk de eerste single met een hitnotering van de rapformatie. De single was een voorloper van de ep Heisa van FMG en Dave Roelvink, uitgebracht in februari 2019. In dat jaar tekenden ze ook bij platenlabel Sony Music en brachten ze hun muziek daar uit. Er werd daar in 2020 het album Klavertje 4 uitgebracht, waar ook de succesvolle hitsingle Feestje (in samenwerking met LouiVos) staat.
De groep verliet Sony Music in 2021 en ging muziek onder eigen beheer uitbrengen. In 2022 hadden ze succes met de single Boot. Dit nummer werd bij radiozender NPO FunX uitgeroepen tot DiXte track van de week. Het piekte op de vijfde positie van de Single Top 100 en op de 25e plek van de Nederlandse Top 40. Het is anno 2024 de grootste hit van de rapformatie. Eind 2022 stond het bovenaan de lijst DiXte 1000 van NPO FunX. In januari 2023 stond het drietal op muziekfestival ESNS.

## Discografie

### Albums
| Album      | Verschijnen     | Label              | Hitlijsten | Hitlijsten | Opmerkingen   |
| Album      | Verschijnen     | Label              | NL         | NL         | Opmerkingen   |
| Album      | Verschijnen     | Label              | Piek       | Weken      | Opmerkingen   |
| ---------- | --------------- | ------------------ | ---------- | ---------- | ------------- |
| Timing     | 10 maart 2017   | Rotterdam Airlines | 13         | 4          | Extended play |
| Moodswings | 9 februari 2018 | Rotterdam Airlines | 14         | 7          | Extended play |

### Nummers met notering(en) in een hitlijst
| Lied                        | Verschijnen   | Album       | Hitlijsten  | Hitlijsten  | Hitlijsten   | Hitlijsten   | Opmerkingen       |
| Lied                        | Verschijnen   | Album       | NL (Top 40) | NL (Top 40) | NL (Top 100) | NL (Top 100) | Opmerkingen       |
| Lied                        | Verschijnen   | Album       | Piek        | Weken       | Piek         | Weken        | Opmerkingen       |
| --------------------------- | ------------- | ----------- | ----------- | ----------- | ------------ | ------------ | ----------------- |
| Tequila (met Dave Roelvink) | 6 april 2018  | —           | —           | —           | 74           | 2            |                   |
| Mandem mad (met BKO)        | 21 juni 2019  | Klavertje 4 | —           | —           | 94           | 1            |                   |
| Feestje (met LouiVos)       | 24 april 2020 | Klavertje 4 | —           | —           | 93           | 2            | Goud in Nederland |
| Boot                        | 21 april 2022 | —           | 25          | 7           | 5            | 25           |                   |